# John Robert Martindale
John Robert Martindale (* 1935) je britský historik specializující se na pozdní antiku, především římskou a byzantskou říši. Je známý především svou prací na magnum opus Prosopography of the Later Roman Empire a první částí Prosopografie Byzantské říše, která vyšla v roce 2001.

## Život
John Robert Martindale se narodil v roce 1935. Vystudoval na Brasenose College v Oxfordu, kde v roce 1958 promoval v oboru Literae Humaniores a získal titul Bachelor of Arts. Jeho disertační práce nesla název „Veřejné nepokoje v pozdní římské říši, jejich příčiny a charakter“.
V roce 1960 byl Martindaleovým vedoucím Arnold Jones, profesor starověké historie v Cambridge, který ho přizval ke spolupráci na probíhajícím projektu římské prosopografie, původně koncipovaného Theodorem Mommsenem. John Martindale nabídku přijal a začal pracovat jako jeho asistent. Později se připojil k Johnu Morrisovi, dalšímu z Jonesových bývalých žáků.

### Akademická kariéra
Po jeho závěrečné promoci v Oxfordu, v roce 1961 se přesunul na Jesus College,  univerzity v Cambridgi, kde setrval až do roku 1971. Arnold Jones v roce 1964 poznamenal, že John Martindale zkontroloval všechny informace a odkazy na Codex Theodosianus, Codex Justinianus a novely Theodosia.
V 60. letech 20. století se věnovali sestavování prvního dílu prosopografie, která zahrnovala období vlády Galliena až po Theodosia, tedy období mezi lety 260 až 395. První díl prosopografie vyšel v roce 1971. Přípravné práce na druhém díle prosopografie John Martindale zahájil v roce 1969. Po smrtí Arnolda Jonese v roce 1970 se stále více soustředil na vedení prosopografických projektů s finanční podporou Britské akademie. I John Morris pokračoval v práci na projektu Prosopography of the Later Roman Empire až do své smrti v roce 1977, kromě toho pracoval na dalším projektů, zejména legendách krále Artuše.
V 70. a 80. letech 20. století pracoval na druhému a třetímu dílu Prosopography of the Later Roman Empire, popisující společné charakteristiky skupin lidí v římské říši v období let 395 a 641, tedy období vlády Honoria až po Herakleia. Zaměstnal velký tým badatelů, kteří studovali autory daného období, přičemž z nich čerpali informace použité v druhé a třetím díle projektu.
Po vydání třetího dílu v roce 1992 Michael Whitby poznamenal, že Prosopography of the Later Roman Empire byla „projektem, který zahájil Arnold Jones a který ve značně rozšířené podobě vylepšil a dokončil John Martindale“.
Později se John Martindale věnoval práci na prvním dílu Prosopography of the Byzantine World, který vyšel na kompaktním disku v roce 2001.